# Condado de Torre Penela
El condado de Torre Penela o de la Torre de la Penela es un título nobiliario español otorgado por el rey Carlos II el 31 de octubre de 1689 a favor de Pedro Tomás Ojea de Ulloa y Enríquez, señor de la Torre de Penela y caballero de la Orden de Santiago.
Su nombre se refiere a una torre defensiva medieval que aún existe en el lugar de La Penela, parroquia de Silvarredonda, ayuntamiento de Cabana de Bergantiños y partido judicial de Carballo (La Coruña).

## Condes de Torre Penela
|                        | Titular                                          | Periodo                |
| Creación por Carlos II | Creación por Carlos II                           | Creación por Carlos II |
| ---------------------- | ------------------------------------------------ | ---------------------- |
| I                      | Pedro Tomás de Ojea Ulloa y Enríquez             | 1689-1719              |
| II                     | Juan Antonio de Ojea y Rojas                     | 1719-1739              |
| III                    | Pedro Félix de Ojea y Pardo de Figueroa          | 1739-1781              |
| IV                     | Gregorio Luis de Puga Vaamonde                   | 1780-1789              |
| VI                     | Antonio de Puga y Arrojo                         | 1789-1800              |
| VII                    | José María de Puga y Miranda                     | 1800-1846              |
| VIII                   | Carlos Luis de Puga y Valbuena                   | 1846-1855              |
| IX                     | Clotilde Flórez de Losada y Quiroga              | 1857-1923              |
| X                      | María de la Asunción Sanjurjo y Flórez de Losada | 1923-1940              |
| XI                     | Pedro de Torres y Sanjurjo                       | 1940/1953-1960         |
| XII                    | Fernando de Torres y Ozores                      | 1962-1987              |
| XIII                   | Álvaro de Torres y Gestal                        | 1989-actual titular    |

## Historia de los condes de Torre Penela
- Pedro Tomás de Ojea Ulloa y Enríquez (Riobó, enero de 1649-10 de abril de 1719), I conde de Torre de Penela, caballero de Santiago en 1681 y señor del pazo de Santa Mariña de Castro de Amarante.[4] Era hijo de Pedro de Ojea Ulloa y Taboada, señor de la casa de Riobó y capitán de la fortaleza y jurisdicción de Camba, y de su esposa Isabel de Ulloa Ribadeneira y Enríquez.[5]

Casó en primeras nupcias el 13 de diciembre de 1668 con Luisa Antonia de Ayala y Rojas, viuda del capitán Francisco Troncoso y Lira e hija de Juan de Ayala Royas y Sandoval, nieto de los condes de Gomera, y de su primera esposa, María Antonia Conde Salgado y Enríquez.  Contrajo un segundo matrimonio María Teresa Taboada Noboa y Camba, sin descendencia de este matrimonio. Le sucedió su hijo:
- Juan Antonio de Ojea y Rojas, II conde de Torre de Penela,[6] y capitán de las milicias de la provincia de Betanzos.

Contrajo matrimonio con María Francisca Ignacia de Figueroa, hija de Baltasar Pardo de Figueroa, marqués de Figueroa, y de Juana María Pardo de Figueroa y Prada. Le sucedió su hijo:
- Pedro Félix de Ojea y Pardo de Figueroa (m. Santa Mariña, 30 de agosto de 1781), III conde de Torre de Penela.[8]

Casó por poder, el 2 de agosto de 1736, con Ángela Somoza Taboada de Monsoriu, hija de José Antonio Somoza de Monsoriu y de Leonor Salgado. Sin sucesión legítima. Le sucedió su primo, hijo de Juan Antonio de Puga Ojea y Sotelo (1709-25 de mayo de 1789) —hijo, a su vez, de María Ignacia de Ojea y Rojas (1680-1739), hermana del II conde de Torre de Penela, y de su esposo Luis Antonio de Puga Sotelo Cadórniga y Solís—, y de su esposa, Ana María Vaamonde, con quien había casado en 1734, hija de Francisco Vaamonde y de Benita Rodríguez Araújo:
- Gregorio Luis de Puga Vaamonde (m. Santa Eufemia del Norte, 31 de enero de 1789), IV conde de Torre de Penela,[12] señor de Toén y de Maus y regidor perpetuo de Orense.[13]

Contrajo matrimonio, el 28 de agosto de 1757, con Vicenta Arrojo y Gil-Taboada, hija de Melchor de Arrojo y Lemos y de María Cayetana Agustina Gil Teixeiro. Le sucedió su hijo:
- Antonio María de Puga y Arrojo (2 de octubre de 1758-Santa María de Amarante, 28 de febrero de 1800), V conde de Torre de Penela,[14] señor de Xocín, Maus, Poedo y regidor perpetuo de Orense.[14]

Casó en 1795 con María de la Concepción Miranda y Gayoso, hija de Pedro Manuel Miranda Omaña y Trelles, III marqués de Santa María de Villar y IV conde de San Román. Le sucedió su hijo:
- José María de Puga y Miranda (26 de marzo de 1796-Santiago de Reboredo, 23 de junio de 1846), VI conde de Torre de Penela,[15] coronel de las milicias de Galicia.

Casó el 19 de octubre de 1821, en Santa Cruz de Ribadulla, con María de las Mercedes Armada y Guerra (m. 1868), hija de Juan Ignacio de Armada Ibáñez de Mondragón y de Petra Guerra y Briones, marqueses de Santa Cruz de Rivadulla. Sin descendencia, le sucedió su primo, hijo de su tío Juan Vicente de Puga y Arrojo y de Felipa Valbuena y Cortés:
- Carlos Luis de Puga y Valbuena (La Coruña, junio de 1800-13 de febrero de 1855), VII conde de Torre de Penela.[17]

Soltero, sin descendencia, sucedió su sobrina, hija de Ildefonso Flórez de Losada y Páramo, senador del reino y señor del pazo de Castro, y de su prima Dolores Quiroga de Puga, hija a su vez de Bernardo Quiroga Arias y de Benita de Puga y Arrojo, hija esta del quinto conde.
- Clotilde Flórez de Losada y Quiroga (m. La Coruña, 12 de abril de 1923), VIII condesa de Torre de Penela,[17]

Casó con el magistrado Pedro Sanjurjo Pérez, hijo de Pedro Sanjurjo Mosquera y de María Dolores Pérez Rey. Sucedió su hija en 1923:
- María de la Asunción Sanjurjo y Flórez de Losada (Valdeorras, 10 de julio de 1865-La Coruña, 17 de abril de 1940),[20] IX condesa de Torre de Penela.[c]

Casó con Eduardo de Torres Taboada, diputado a Cortes y senador del reino, hijo de Fernando de Torres Adalid y de Amalia Taboada Rada. Sucedió su hijo:
- Pedro de Torres y Sanjurjo (n. 1894-La Coruña, 12 de diciembre de 1960),[22] X conde de Torre de Penela.[23]

Casó, el 26 de octubre de 1960, con Elena Ozores y Miranda, hija primogénita de los X condes de Priegue. Sucedió su único hijo en 1963:
- Fernando de Torres y Ozores (m. 1987), XI conde de Torre Penela.[24]

Casó con María Luz Gestal Sabio, hija de José Gestal García y Carmen Sabio. Le sucedió su hijo en 1989:
- Álvaro de Torres y Gestal,[22] XII conde de Torre Penela,[25]

Casado con Pilar Belando Ozores, hija de Manuel Belando Aznar y de Pilar Ozores y Arraiz.